# Griselda, la gitana rubia
Griselda, la gitana rubia fue una telenovela argentina que se transmitió por Canal 13 en 1969.
Protagonizada por Elizabeth Killian y Víctor Laplace. Con las participaciones antagónicas de Betiana Blum y la primera actriz María Rosa Gallo, con las actuaciones estelares de Lía Casanova, José María Vilches y un gran elenco.

## Guion
La telenovela está basada en una obra original de la escritora cubana Olga Ruilópez, autora también de otros guiones notables como Yo compro esa mujer (1960), El ángel perverso (1964), Renzo, el gitano (1966), Amores de juventud (1967), Griselda, la hija de la gitana (1968), La hija del dolor (1969), Bárbara (1971), Sacrificio de mujer (1972), Orgullo (1974), Angélica (1976) y entre otras.

## Elenco
- Elizabeth Killian - Griselda Figueroa
- Víctor Laplace - Raymundo Pastor
- Betiana Blum - Ruth Blanco / Cristina
- María Rosa Gallo - Tiara vda. de Figueroa
- Lía Casanova - Ariadna
- José María Vilches - Conde Elio Lansing
- Mauricio Guzmán - Abelardo
- Marta Argibay - Olimpia
- Luis Politti - Eugenio
- Joaquín Bouzas - Néstor
- Adolfo Duncan - Octavio
- Fabiana Gavel - Maritza
- Meme Vigo - Nicandro Canciller
- Luis Barrón - Enrique
- Elsa del Campillo - Mireya Siera

## Equipo técnico
- Historia original: Olga Ruilópez
- Asistente de dirección: Eduardo Valentini
- Escenografía: Horacio de Lázzari
- Adaptación: Eugenio Juan Zappietro
- Producción: Jacinto Pérez Heredia
- Dirección: Alberto Rinaldi

## Versiones
- Griselda, la hija de la gitana, telenovela realizada por Venezolana de Televisión en el año 1968 y protagonizada por Peggy Walker y Manolo Coego.